# 自己人
自己人（We are Family）是香港首個在公私營無線電廣播電台播放的多元性向文化節目，內容積極探討同性戀文化和多元性向生活的熱門話題，從而成就平等和自由理念的言路。此節目於2006年5月6日起正式啟播，逢星期日0:00-02:00在香港電台第二台及TeenPower播出，到2023年7月29日以「節目調動」為由而結束。但如果連網上電台也計算在內的話，則「自己人」並非首個同類型節目--早於此港台節目前，梁兆輝於2000年初成立的網上同志電台GayStation，也曾有男同志節目「契家族」（英文名也叫 We are Family），由契媽 Martin 、契女 Maurice 和契爺 David主持。梁兆輝在2006年獲得香港電台邀請負責主持，也是他連續主持時間最長(長達17年)的一個。

## 背景
2006年電影《斷背山》在奧斯卡得獎後，時任香港電台二台台長楊吉璽得知梁兆輝曾經在同志電台工作下，邀請梁兆輝成為主持人。而他表示擔任節目初期，雖然港台容許有很大的自由度，但亦擔心會因投訴過多而被腰斬，內容處理亦要小心。他認為節目並非只限給同志，而希望給異性戀者們了解，探討同性戀及性向的問題，成為多元性向的文化節目。另外，由於當時社會風氣比較保守，當年找嘉賓亦不容易，到2021年才開始有聽眾主動上來節目。
不過到2023年7月初，主持梁兆輝接獲香港電台中文台台長親身通知，以「節目調動」為由，在同年8月正式終止節目，結束17年歷史。梁兆輝形容對此有“早有心理預備”和“遺憾”，但同時覺得「賺咗17年」，感謝聽眾多年來的默默支持。

## 主持
- 梁兆輝（Brian）
- 李丹拿（Tanner）
- Jean
- Uncle Magie
- Coco（同志傳媒工作者Bryan Chan）
- 蔡澤民（Sam）
- 張學良（Rick）
- 梁德輝（Eric）（前主持）
- Muscle Mary（前主持）

## 節目內容
- 時事討論
- Gayly News
- Coco留言信箱
- 廣播劇《火星人》（2008年）
- 廣播劇《床前十分》（2011年）

## 每集專題
| 日期       | 題目                                                                                    | 嘉賓 |
| ---------- | --------------------------------------------------------------------------------------- | --- |
| 2008-09-20 | 何媽返大廳                                                                              | 何秀蘭 （何秀蘭談重返立法會、性小數反歧視政策等）                                                                        |
| 2009-08-29 | GayStation「契家族」回魂                                                                | 契媽 Martin 、契女 Maurice 和契爺 David （當集節目主持 : 梁兆輝, Tanner, Eric, Jean, Uncle Magie, Sarah and Coco）       |
| 2012-03-03 | 兩棲類動物                                                                              | 突然轉Les的阿Kay |
| 2012-03-10 | 聽君一直話(女裝版)                                                                      | Nico、Rhonda |
| 2012-03-17 | /                                                                                       | / |
| 2012-03-24 | /                                                                                       | / |
| 2012-03-31 | /                                                                                       | / |
| 2012-04-07 | 寰宇Gay情：Tom Cat遊歐洲                                                                | Tom Cat |
| 2012-04-14 | 盛女愛作戰/賤?                                                                          | 葉志偉、Chris |
| 2012-04-21 | WTF? What to Fear? 怕咩啫?                                                              | / |
| 2012-04-28 | 黃耀明 光天化日 開門見山 @ 自己人                                                       | 黃耀明 |
| 2012-05-05 | 非常基                                                                                  | Jimmy (Mr. Gay HK) |
| 2012-05-12 | 我有過26年的男兒身                                                                      | Omena |
| 2012-05-19 | 迷糊‧情慾‧對象：周耀輝專訪                                                              | 周耀輝、阿淼、Jeska |
| 2012-05-26 | Pink Sheep of the Family                                                                | Billy、Auntie |
| 2012-06-02 | 何秀蘭同學有嘢問!                                                                       | 何秀蘭 |
| 2012-06-09 | 「入室弟子」黃靖                                                                        | 創作歌手黃靖 |
| 2012-06-16 | 神愛人人 God Hates No One (嘉賓: 蘇施黃)                                                | 蘇施黃 |
| 2012-06-23 | 神愛人人 God Hates No One（信者編）                                                     | 歐陽文風牧師（紐約大都會社區教會） 黃美鳳（香港基督徒學會幹事） 黃寶珠（性神研究小組）                                   |
| 2012-06-30 | 我們的同志孩子                                                                          | 周峻任（香港小童群益會）、蘇美智（作家）                                                                                 |
| 2012-07-07 | 投懷送異 移情直戀                                                                       | Emily 陳美莉、Apple 吳卓昕                                                                                               |
| 2012-07-14 | 無家天使                                                                                | Angel |
| 2012-07-21 | 床前獨身                                                                                | 葉志偉（作者）、Jess（讀者）、Kim（讀者）                                                                                |
| 2012-07-28 | 寰宇基情: 直人孿行                                                                      | Rhonda、Vivian |
| 2012-08-04 | 基運難逢                                                                                | Verdy、Nam |
| 2012-08-11 | 平等平婚                                                                                | 直\孿\直過變孿代表團： Rhonda、Allen、Karen                                                                              |
| 2012-08-18 | /                                                                                       | / |
| 2012-08-25 | 發揮抉擇力量                                                                            | Reggie Ho @ 粉紅同盟 |
| 2012-09-01 | /                                                                                       | / |
| 2012-09-08 | 突然單身化                                                                              | Annie、白健恩、張學良 |
| 2012-09-15 | 「出櫃」議員陳志全（慢必）                                                              | 陳志全（慢必） |
| 2012-09-22 | 好戲孿人                                                                                | 盧俊豪、Masu |
| 2012-09-29 | YY Tell Me Why                                                                          | DJ JJ |
| 2012-10-06 | 「2012全球同抗愛滋病運動-我接納‧我關心」 第一集主題：用「套」紛、FUN、紛                | Bryan Chan（同志傳媒工作者）                                                                                             |
| 2012-10-13 | 不是「少數」C AllStar                                                                   | C AllStar |
| 2012-10-20 | 少數少少數                                                                              | Elki、Helen |
| 2012-10-27 | Minority Report / 「2012全球同抗愛滋病運動-我接納‧我關心」 第二集主題：愛自己，你有say! | Irene |
| 2012-11-03 | 親親同志                                                                                | 葉劉淑儀議員 |
| 2012-11-10 | 何家何家何家猜！ 何秀蘭 X 何韻詩齊登自己人！                                            | 何秀蘭、何韻詩 |
| 2012-11-17 | 戲迷孿人 / 「2012全球同抗愛滋病運動-我接納‧我關心」 第三集主題：潮人新「基」準          | Raymond Leung（衛生署防護中心高級醫生）                                                                                  |
| 2012-11-24 | 正視歧視: 媽媽我沒有過錯                                                                | 跑新聞的鐵B Francis + 女朋友Queenie                                                                                      |
| 2012-12-01 | 《愛‧無滋》 / 「2012全球同抗愛滋病運動-我接納‧我關心」 第四集主題：測試知多啲           | 陳柏宇 |
| 2012-12-08 | 異路同途 / 「2012全球同抗愛滋病運動-我接納‧我關心」/ 第五集主題：安全網絡               | 阿佳、 Henry、Henry 媽媽、 Connie姐姐、翁志文（導演） 吳玉燕（紅絲帶中心護士長）、 周峻任（香港小童群益會社工）、 姚佳樂 |
| 2012-12-15 | From Top to Bottom                                                                      | Arthur @ Radio 3 |
| 2012-12-22 | Have FUN or Have婚                                                                      | 何式凝博士（香港大學副教授）                                                                                             |
| 2012-12-29 | 摩登家庭                                                                                | James (Papa)、Bill (Daddy)、 Barry (大仔)、Will (細仔)                                                                   |
|            |                                                                                         | |
| 2016-12-03 | 情迷水上B                                                                               | 阿杜 |
| 2016-12-10 | 彩虹獅子山下                                                                            | Michael Lam |
| 2016-12-17 | 她結她、她Guitar                                                                        | Esther、唱作歌手CircleGuitar                                                                                             |
| 2016-12-24 | 紋身的Les人                                                                             | Maggie、Aya |
| 2016-12-31 | 2016十大Gaily News回顧                                                                  | |
| 2017-01-07 | 基場女神上舞台                                                                          | 香港小童群益會賽馬會南葵涌青少年綜合服務中心社工Jenny及演員Man、Lily、C Lai                                              |
| 2017-01-14 | 為自己人師表                                                                            | Jason老師、同志同學Chris（中大）及Peter（城大）                                                                          |
| 2017-01-21 | 排名不分先後左右忠奸                                                                    | 達明一派專訪 |
| 2017-01-28 | 同運當頭、福有油雞                                                                      | 寶寶 |
| 2017-02-04 | 戲迷攣公Hyman（攣弓蝦米）                                                               | Hyman |
| 2017-02-11 | 元宵好CAKES手                                                                           | Karen ＆ Catherine |
| 2017-02-18 | 我們來自某地方                                                                          | Raymond、Guillermo、Steven                                                                                               |
| 2017-02-25 | 失落基憶？                                                                              | 若琪（Takki）、導演崔紹輝（Teddy）、演員Kitman                                                                           |
| 2017-03-04 | 齊人自己人                                                                              | Jean Jean、Sam Sam |
| 2017-03-11 | 拉拉隊公關團                                                                            | 魚、Fanny |
| 2017-03-18 | 骨妹正傳                                                                                | |
| 2017-03-25 | 同志男神 X 童顏鬼才拍住上之借種消愁                                                     | 導演+編劇+演員鄧智堅、演員林耀聲                                                                                         |
| 2017-04-01 | 性流動                                                                                  | Franco、Yannes |
| 2017-04-08 | 金剛。寶島                                                                              | King Kong |
| 2017-04-15 | 「浴」罷不能                                                                            | Rick ＆ Jacky |
| 2017-04-22 | 基遊萬里冰島女女遊                                                                      | Anne |
| 2017-04-29 | 獨家電話專訪贏得司法覆核的梁鎮罡（Angus Leung） + 冰島寶寶之愛在冰天雪地時              | 高級入境事務主任梁鎮罡（Angus）、寶寶、琪琪                                                                              |
| 2017-05-06 | 自己人11周年啦！                                                                        | 電話訪問香港大學法律系副教授溫文灝（Dr Marco WAN）                                                                       |
| 2017-05-13 | 媽媽咪呀                                                                                | Catherine媽媽、阿花女女、Sion仔仔                                                                                        |
| 2017-05-20 | 水底奇兵                                                                                | Mandy、Mika、NC |
| 2017-05-27 | Just Say Yes                                                                            | LUSH Hong Kong 的 Candy Cheung (Campaigner) 及Raymond (營業員)                                                           |
| 2017-06-03 | 台灣同運第一人                                                                          | 祁家威 |
| 2017-06-10 | 看見你便想念你                                                                          | 導演鍾德勝（Simon Chung）、演員麥子樂（Bryant）、演員李駿碩（Jun）                                                       |
| 2017-06-17 | 作嫁衣裳                                                                                | Kei Hui |
| 2017-06-24 | 港Bear台Bear一家親                                                                      | 台Bear阿傑、港Bear阿Tom                                                                                                  |
| 2017-07-01 | 彤婚同婚                                                                                | 盧凱彤電話專訪 |
| 2017-07-08 | 性別無障礙                                                                              | 細細老師 |
| 2017-07-15 | 一對有情人之榴槤定情                                                                    | 鄧達智（William）、陳梓欣（Clement）                                                                                     |
| 2017-07-22 | 你你你你叫我震盪                                                                        | Kelly、Eunice |
| 2017-07-29 | 酷兒當自強                                                                              | 小風 |
| 2017-08-05 | O先生與O小姐                                                                            | Miu、Andy、Wilfred、Terry                                                                                                |
| 2017-08-12 | 基場血淚史                                                                              | Tina、Alessandra、Chanel                                                                                                 |
| 2017-08-19 | 彩虹交匯處                                                                              | Jessie（導演）、小野（導演）、Jane（編劇）                                                                               |
| 2017-08-26 | 笑看風雲「變」                                                                          | Henry |
| 2017-09-02 | Busk出衣櫃                                                                              | Judas |
| 2017-09-09 | 香港同志影展                                                                            | 影展共同策劃Gary Mak、電影節目策劃Sophia Shek                                                                            |
| 2017-09-16 | 第一滴血                                                                                | （電話訪問）紅十字會輸血服務中心行政及醫務總監李卓廣醫生                                                                 |
| 2017-09-23 | 繩縛大同                                                                                | Rika、舞蹈藝術工作者Rex                                                                                                  |
| 2017-09-30 | 受養自己人                                                                              | Denise、Ginger |
| 2017-10-07 | 貳號碼頭                                                                                | Rachel、Seito、Ed |
| 2017-10-14 | 靜觀他他的身‧心‧社‧靈                                                                   | 主理人阿聰、活動導師Danny、參與者Don                                                                                     |
| 2017-10-21 | LES Date！Let's Talk！                                                                  | 董敏莉、Cat |
| 2017-10-28 | 粉紅Dot                                                                                 | |
| 2017-11-04 | 熱烈期待2022同樂運動會                                                                  | NC、Paul、Solomon、Julian                                                                                                |
| 2017-11-11 | 終成眷屬                                                                                | Henry、Edgar、花女Olive、Gregory                                                                                         |
| 2017-11-18 | 澳呢澳呢澳呢                                                                            | Ally |
| 2017-11-25 | 性別承認是人權                                                                          | 小強＠性別空間、Nocus＠彩虹之約、公民黨青衣地區發展主任Warren譚家浚                                                      |
| 2017-12-02 | Let's Talk About AIDS                                                                   | 關懷愛滋項目總監Jason、愛滋病毒感染者支援團隊工作員Alan                                                                  |
| 2017-12-09 | 新造的自己人                                                                            | Marcus、Sunny、Anna |
| 2017-12-16 | 歧視不是福音                                                                            | Pearl Wong, Teresa Yip, Anthony Man, Dr. Kung Lap Yun                                                                    |

## 聯絡方法
- Email & MSN： wearefamily@rthk.org.hk
- Facebook： http://www.facebook.com/zijiren

## 評價
- 2006年，同志團體彩虹行動和紫藤認為此節目是“主流媒體中沒有發聲渠道，為弱勢社群而製作的節目”。[7]
- 2007年的立法會文件顯示，廣管局指出該節目被人投訴偏袒同性戀、只反映同性戀者的意見。局方以該節目為小眾節目為由，定性為“不屬於有關公共政策或具爭議性的真實題材節目，不受持平的條款規範”，裁定投訴不成立。[8]
- 2022年，爭取推翻髮禁中學生林同學在節目受訪，受到保守的市民批評。建制派專欄作家屈穎妍在《星島日報》的專欄形容挑戰髮禁是「無理取鬧」和「盲目以挑戰傳統為榮」，批評港台作為公營媒體，不應鼓吹多元性向，反而積極推動青少年反抗權威。[9]

## 獎項
節目於2010年獲得香港記者協會、香港外國記者會及國際特赦組織主辦的第14屆「人權新聞獎」中，「中文電台」組別之冠軍。 

## 外部連結
- 自己人節目介紹 （页面存档备份，存于）
- 自己人節目重溫 （页面存档备份，存于）
- 自己人 Facebook 專頁
- 鄧萃雯「亂世論」 慘成同志公敵[]
- 星期日談情﹕妹妹出櫃記[永久]

| 前一節目： 周末有情人 | 香港電台第二台節目 星期六晚上12時至2時 | 下一節目： 輕談淺唱不夜天 |